# Chongqing World Trade Center
Het Chongqing World Trade Center is een wolkenkrabber in Chongqing, Volksrepubliek China. De bouw van de kantoortoren, die staat aan 131 Zhourong Road, werd in 2005 voltooid. Het gebouw is 283,1 meter hoog en telt naast 60 bovengrondse verdiepingen, ook twee ondergrondse etages. Het gebouw is door het Chongqing Architecture and Design Institute in postmoderne stijl ontworpen.